# Stanislao Gastaldon
Martino Stanislao Luigi Gastaldon (Turin, 8 avril 1861 – Florence, 6 mars 1939) est un compositeur italien principalement de mélodies de salon pour voix soliste et piano. Cependant, il a aussi composé de la musique instrumentale, deux œuvres chorales et quatre opéras. Aujourd'hui, il est connu presque exclusivement pour sa mélodie de 1881 Musica proibita (Musique interdite), qui reste l'un des morceaux de musique les plus populaires en Italie.

## Biographie
Gastaldon est né à Turin en 1861 de Luigi Gastaldon et Luigia Grazioli. Son père était un ingénieur de Lerino, un village près de Torri di Quartesolo dans la région italienne de la Vénétie. Sa mère était une femme de la noblesse romaine qui s'était mariée avec un riche propriétaire, le comte Bernardo Genardini, à l'âge de 16 ans. Elle a rencontré Luigi Gastaldon en 1854 quand elle avait 23 ans et a abandonné peu de temps après son mari et ses quatre enfants pour vivre avec lui. La famille a déménagé d'une ville italienne à l'autre, durant l'enfance et la jeunesse de Gastaldon tandis que son père travaillait sur une série de projets d'ingénierie. Une partie de son enfance s'est déroulée à San Vito Chietino dans la région des Abruzzes, où une rue porte désormais son nom et où son jeune frère Guglielmo est né en 1864.

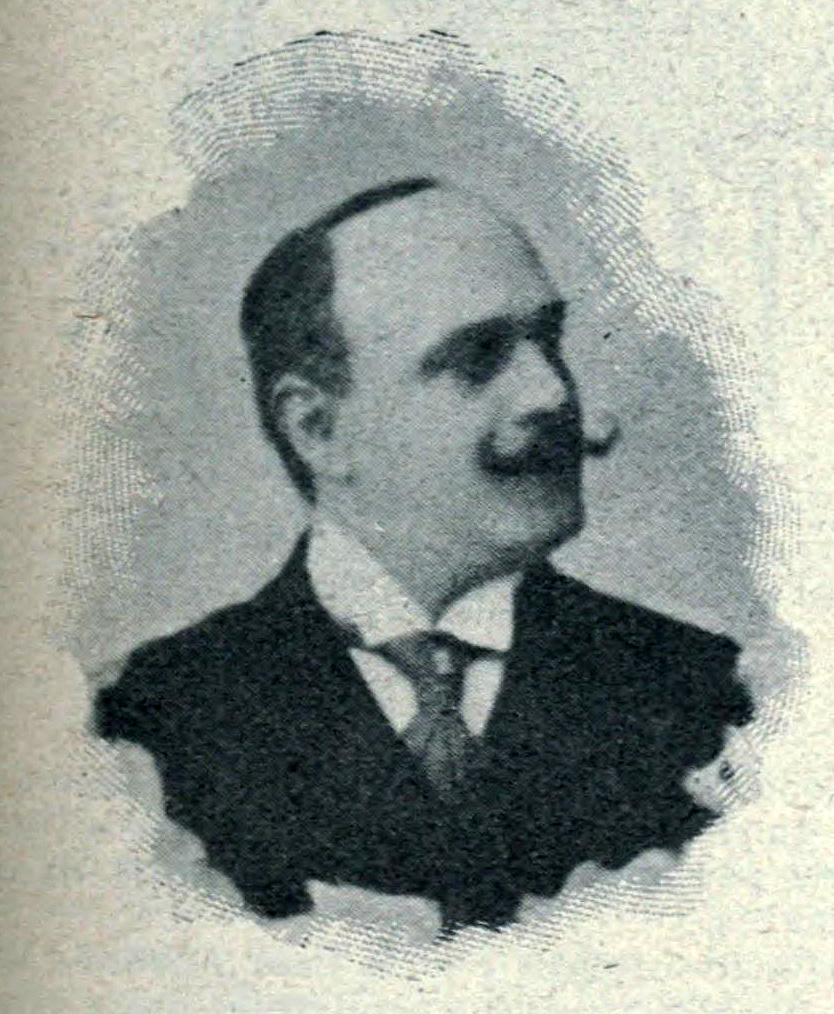
Stanislao Gastaldon c.1903

Gastaldon a étudié la musique avec le compositeur turinois Antonio Creonti et Torquato Meliani, un organiste de la cathédrale de Florence. Il a aussi entrepris des études de littérature à l'Université de Florence. Il a commencé à composer des chansons à l'âge de 17 ans, dont parfois il a lui-même écrit les paroles sous le pseudonyme de « Flick-Flock ». Bien que l'on ne sache pas avec certitude pourquoi Gastaldon a choisi ce pseudonyme de Flick-Flock, la musicologue italienne Maria Scaccetti suggère qu'il dérive probablement du ballet populaire, Flick-Flock de Peter Ludwig Hertel, qui avait été donné à la Scala en 1861. La musique du ballet a été arrangée en marche militaire devenue la fanfare officielle du 12e régiment du corps des Bersagliers, qui était basé à Turin. Gastaldon n'avait que de 20 ans lorsque la firme florentine Venturini a publié sa chanson Musica proibita, qui a fait son renom en tant que compositeur et a atteint une popularité durable. Son succès lui a ouvert les plus importants salons en Italie, où beaucoup de ses mélodies ont été créées. Sa renommée musicale le précédait au moment où Gastaldon a dû faire en 1883 son service militaire obligatoire. Il a été affecté comme «professeur» de musique du 24e régiment d'infanterie.
Son service militaire terminé, Gastaldon est revenu à Rome, où ses parents vivaient à l'époque. Au cours des quatre années suivantes, il a continué à composer des mélodies et de courts morceaux de musique instrumentale et il a commencé à travailler à son premier opéra, Fatma. Cependant, en 1888, lorsque l'éditeur de musique Sonzogno a annoncé un concours d'opéras en un acte, Gastaldon a décidé d'entrer dans la compétition avec Mala Pasqua!, inspiré de Cavalleria rusticana, une histoire populaire de Giovanni Verga (transformée plus tard en pièce). Un autre jeune compositeur, Pietro Mascagni, est entré dans cette compétition avec son opéra Cavalleria rusticana, également basé sur l'histoire de Verga. Gastaldon a retiré son opéra au début de la compétition quand il a reçu une offre du rival de Sonzogno, Ricordi, de le publier et de monter son opéra au Teatro Costanzi de Rome. Il a transformé son l'opéra en lui ajoutant deux actes, et Mala Pasqua! a été créé le 9 avril 1890 avec un succès modeste. L'opéra de Mascagni a finalement remporté la compétition et a été créé un mois plus tard le 17 mai dans ce même théâtre. L'opéra de Mascagni a été un énorme succès et a complètement éclipsé celui de Gastaldon. Néanmoins, ce dernier a continué à écrire des opéras par la suite, dont deux opéras en un acte, Pater (1894) et Stellina (1905) et un opéra-comique en trois actes, Il Reuccio di Caprilana (1915). Comme Mala Pasqua!, ils ont eu un succès modéré lors de leur création, et sont sortis presque immédiatement du répertoire.
Après la première de Mala Pasqua! en 1890, Gastaldon a vécu à Orvieto pendant un temps, puis s'est installé à Florence, où il devait passer le reste de sa vie. Là, en plus de composer, il a enseigné le chant et a travaillé comme critique musical pour le journal florentin Nuovo Giornale. Il a aussi tenu une chronique Scattola Harmonica pour le périodique pour enfants Il giornalino della Domenica. Ses amis à Florence formaient un cercle d'artistes libres penseurs et de figures littéraires qui se réunissaient au café Gambrinus Halle sur la Piazza Vittorio Emanauele (maintenant appelée la Piazza della Repubblica). Gastaldon et ses amis étaient opposés à la montée du fascisme italien dans les années 1920, et Gastaldon est devenu de plus en plus marginalisé. Estimant qu'il était difficile de vivre de sa musique uniquement, dans les dernières années de sa vie, il a travaillé également comme un marchand d'art, achetant et vendant les tableaux de ses amis au Gambrinus Halle. Il ne s'est jamais marié et vivait seul dans sa maison sur la Via Montanara. Le 6 mars 1939, Gastaldon a eu une crise cardiaque tout en traversant la Piazza Vittorio Emmauele et est mort le même jour à l'âge de 77 ans. Il est enterré au cimetière Misericordia di Antella près de Florence.

## Œuvres
Durant sa vie, la majorité des œuvres de Gastaldon ont été publiées par deux maisons, Genasio Venturini à Florence (absorbée par Carisch & Jänichen en 1905) et Ricordi à Milan. Gastaldon a écrit en tout environ trois cents mélodies pour voix et piano, quelques pièces pour orchestre d'harmonie, et quelques opéras. Cependant Scaccetti pense que bien que Gastaldon ait été prolifique, le nombre actuel des mélodies est considérablement plus faible que celui-ci. L'œuvre qui est pratiquement la seule jouée aujourd'hui est sa mélodie Musica proibita.

### Mélodies

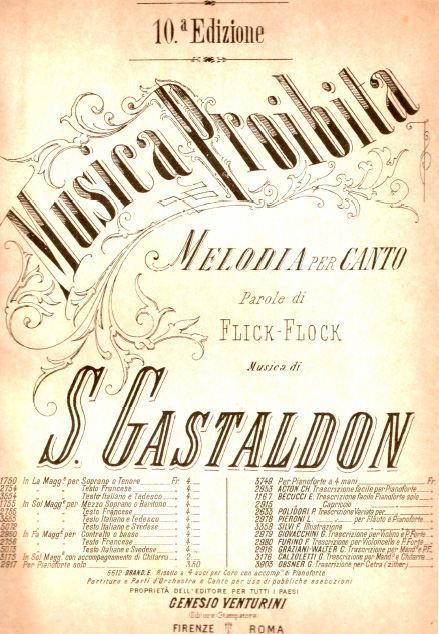
Partition de la Musica Proibita

Musica proibita (Musique interdite) est une mélodie au sein d'une mélodie. Une jeune femme parle d'un beau jeune homme (« un bel garzone ») qui chante un chant d'amour sous son balcon chaque nuit. Elle aspire à chanter elle-même cette mélodie afin de revivre le frisson qu'elle ressentait, mais sa mère le lui a interdit. Sachant que sa mère est sortie de la maison, elle chante, puis se rappelant la dernière fois qu'elle l'a entendue, elle la chante à nouveau encore plus intensément. La chanson du jeune homme commence ainsi:
« 
Vorrei baciare i tuoi capelli neri,

Le labbra tue e gli occhi tuoi severi...
 »
Une fausse idée répandue sur l'origine de la mélodie est qu'il s'agit d'un air de l'opéra de Gastaldon, Mala Pasqua!, et le seul air survivant de l'opéra. En fait, il a été publié comme une mélodie de salon pour soprano solo et piano en 1881, neuf ans avant que Mala Pasqua! ne soit créé. La partition de Mala Pasqua! (et le livre) ont été publiés par Ricordi en 1890. Dédié au baryton italien Felice Giachetti, Musica proibita était la seconde œuvre publiée de Gastaldon, et la première de six mélodies dont il a écrit les paroles en utilisant le pseudonyme de Flick-Flock. Le succès a été énorme. Dix ans plus tard, un journaliste écrivant dans la Gazzetta musicale di Milano a rappelé comment la mélodie est rapidement devenue un moyen pour les jeunes amoureux timides d'exprimer leurs sentiments.
Peu de temps après sa publication en Italie Musica proibita a été publiée en anglais sous le titre « Unspoken Words » (avec un texte de D'Arcy Jaxone) et en français sous le titre « La chanson défendue ». La mélodie a depuis été arrangée pour chaque type de voix ainsi que transcrite pour flûte et violon, violon solo, piano solo, guitare, mandoline, accordéon, fanfares militaires, et voix soliste et orchestre. Elle a été enregistrée sous plusieurs versions différentes sur gramophone et cylindres, premiers enregistrements à partir de 1900, et bien que les mots expriment les pensées d'une jeune fille, Musica proibita est devenu un élément de base du répertoire (parfois avec un texte adapté). Parmi les ténors qui l'ont enregistrée au cours des années, on trouve Enrico Caruso en 1917, Beniamino Gigli en 1933, Mario Lanza en 1952 et 1959, Giuseppe di Stefano en 1961, Luciano Pavarotti en 1984, José Carreras en 1979 et 1993, et Andrea Bocelli en 2002. Musica proibita a inspiré et donné le titre et la musique à un film italien de 1942 réalisé par Carlo Campogalliani et interprété par Tito Gobbi.
En 1882, Gastaldon a écrit « Ti vorrei rapire » (Je voudrais t'emporter), une suite à Musica proibita qui est destinée à être chantée par le jeune homme évoquant la chanson originale. Comme pour la Musica proibita, le texte est de Flick-Flock. La mélodie a eu un succès considérable à son époque et a été enregistrée en 1910 par le baryton italien Taurino Parvis pour Columbia Records. Une variation sur ce thème a été écrite en 1885 par Gastaldon avec « Musica non probita! » (Musique non interdite!) composée sur un texte du critique de théâtre et poète Luigi Bevacqua Lombardo. Deux autres mélodies de Gastaldon, « Amor non è peccato » (Amour n'est pas péché) et « Fiori di sposa » (Fleurs de la mariée) ont été mises en musique sur des textes d'un poète identifié seulement comme « Faustina ». La première a été dédiée à Leonora Genina Mancini, fille de l'homme d'état italien Pasquale Stanislao Mancini et la seconde à la poétesse Laura Beatrice Mancini.
Giovanni Domenico Bartocci-Fontana, qui a écrit le livret de l'opéra Mala Pasqua! pour Gastaldon, a aussi écrit le texte de la mélodie « Perché tacete » (Pourquoi es-tu silencieux). Parmi les autres poètes dont les textes ont été mis en musique par Gastaldon, on trouve Gustavo Adolfo Becquer, Olindo Guerrini (sous le pseudonyme de Lorenzo Stecchetti), Emilio Praga, Armando Perotti, Annie Vivanti, Fausto Salvatori, et Domenico Milelli (sous le pseudonyme de comte de Lara). De toutes ses mélodies, la favorite de Gastaldon était Mamma, dédiée à la mémoire de sa mère, avec les paroles du poète et dramaturge Giovanni Arrighi. Elle a été enregistrée par Renato Zanelli (en) pour la Victor Talking Machine Company en 1921.

### Musique chorale
À côté de son genre habituel des mélodies pour voix et piano, Gastaldon a aussi écrit deux pièces chorales, Viva il Re (Vive le Roi) et Inno della Dante Alighieri (Hymne de Dante Alighieri). L'hymne patriotique Viva il Re sur un texte de Giosuè Carducci a été publié par Ricordi en 1915. L'Inno della Dante Alighieri sur un texte d'Augusto Franchetti a été écrit comme un hymne pour la Société Dante Alighieri. Il a été créé le 28 septembre 1902 à la Piazza del Campo à Sienne pour le XIIIe Congrès de la Société Dante Alighieri et publié l'année suivante par la firme florentine Bemporad & Figlio.

### Opéras

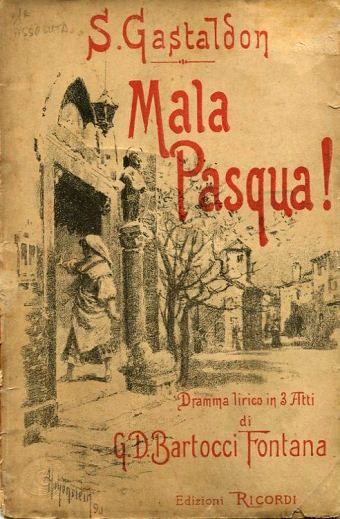
Livret de Mala Pasqua!

Bien que Mala Pasqua! ait été le premier des opéras de Gastaldon à être représenté, Gastaldon avait déjà composé Fatma, un opéra-ballet en quatre actes et un prologue sur un livret de Marco Praga (en). Selon The Monthly Musical Record de 1887, il avait été accepté pour être monté à La Scala et, en 1888, le périodique français Le Ménestrel signale qu'il a est presque terminé. Toutefois, il n'a jamais été monté et ne semble pas avoir été publié. En 1891, après la première de Mala Pasqua!, Gastaldon a commencé à travailler sur ce qui allait être une comédie en trois actes inspirée du roman Vingt ans après d'Alexandre Dumas. Initialement appelé Rosa Minchon puis Mazzarinata, il n'a jamais été joué et n'a probablement jamais été fini. Bien que n'étant pas un opéra, et ne durant que sept minutes, Il sonetto di Dante basé sur le sonnet Tanto gentile e tanto onesta pare a été écrit par Gastaldon, pour être joué sur scène par un ténor dans le rôle de Dante, entouré de paysages représentant la Florence du XIVe siècle. Selon la Revue Musicale de Lyon, elle a eu peu de succès, malgré le talent de Giuseppe Taccani, qui a chanté la pièce lors de sa création.
- Mala Pasqua!, opéra en trois actes, livret de Giovanni Domenico Bartocci-Fontana basé sur l'histoire de Verga, "Cavalleria rusticana" (créé au Teatro Costanzi de Rome le 9 avril 1890)
- Fatma (non représenté)
- Pater drame lyrique en 1 acte, livret de Vittorio Bianchi basé sur la pièce de François Coppée portant le même nom (créé au Teatro Manzoni de Milan, le 15 avril 1894)
- Stellina, opéra en un acte, livret de Vittorio Bianchi, publié en 1896 (créé au Teatro Niccolini de Florence, le 25 mars 1905)
- Il sonetto di Dante décrit comme une vision scénique; texte de Dante Alighieri, tiré de La Vita Nuova (créé à Gênes, le 17 novembre 1906)
- Il reuccio di Caprilana, opérette en trois actes, livret de Félicien Champsaur, (créée au Teatro Balbo de Turin, le 4 avril 1914).

## Source
- (it) Cet article est partiellement ou en totalité issu de l’article de Wikipédia en italien intitulé « Stanislao Gastaldon » (voir la liste des auteurs).